# Esprit étendu
L'esprit étendu, en anglais extended mind, est l'esprit humain conçu comme comprenant, au-delà du seul corps humain, tous les éléments de l'environnement matériel d'un sujet lui permettant de mettre en œuvre des processus mentaux équivalents à ceux que permet habituellement le cerveau humain. Un aide-mémoire permettant à un patient atteint de la maladie d'Alzheimer de se souvenir du programme de sa journée fait partie de son esprit étendu selon cette approche, laquelle s'est développée à compter de 1998 et la parution de The Extended Mind, par Andy Clark et David Chalmers.